# Telesto operculata
Telesto operculata är en korallart som först beskrevs av Bayer 1961.  Telesto operculata ingår i släktet Telesto och familjen Clavulariidae. Inga underarter finns listade i Catalogue of Life.